# Sphodromerus atakanus
Sphodromerus atakanus är en insektsart som beskrevs av Willy Adolf Theodor Ramme 1951. Sphodromerus atakanus ingår i släktet Sphodromerus och familjen gräshoppor. Inga underarter finns listade i Catalogue of Life.